# Марсело Бијелса
Марсело Алберто Бијелса Калдера (шп. Marcelo Alberto Bielsa Caldera; Росарио, 21. јул 1955) аргентински је фудбалски тренер и бивши фудбалер. Тренутно је селектор Уругваја.

## Биографија
Дебитовао је 1976. године за Њуелс олд бојс, где је провео две сезоне, одиграо је 25 првенствених утакмица.
Током 1978. и 1979. године бранио је боје екипе Институт из Кордобе.
Професионалну играчку каријеру завршио је у нижелигашком клубу Аргентино Росарио, за чији тим је играо током 1979. и 1980. године.
Тренерску каријеру је започео 1988. године као тренер омладинске екипе Њуелс олд бојса. Касније је водио први тим Њуелс олд бојса, потом мексичке клубове Атлас и Клуб Америка, аргентински Велес Сарсфилд и шпански Еспањол.
Године 1998. прихватио је понуду фудбалског савеза Аргентине да води сениорску репрезентацију ове земље. Водио је тим на Светском првенству 2002. године, у којем су, међутим, Аргентинци свој наступ завршили у групној фази. Ипак је 2004. године предводио аргентински олимпијски тим који је освојио златну медаљу на Олимпијским играма у Атини. Исте године, сасвим неочекивано, поднео је оставку на место селектора репрезентације Аргентине.
Године 2007. постављен је за селектора репрезентације Чилеа. Успео је да одведе селекцију Чилеа на Светско првенство 2010. године, где је репрезентација ове земље прошла групну фазу, али је већ у осмини финала изгубила од репрезентације Бразила.
У фебруару 2011. године напустио је репрезентацију Чилеа, исте године је постао тренер клуба Атлетик Билбао, са којим је радио до лета 2013. године.
У мају 2014. године најављено је да ће преузети место главног тренера Олимпика из Марсеља. Са тимом је сарађивао једну пуну сезону 2014/15, у којој је Олимпик завршио на четвртом месту табеле француског првенства. После прве утакмице следеће сезоне, у којој је Олимпик изгубио од Кана, Бијелса је поднео оставку а један од узрока било је неслагање са руководством марсељског клуба.
Дана 6. јуна 2016. именован је за главног тренера италијанског Лација, али само два дана касније, поднео је оставку због неслагања са руководством клуба око појачања у тиму. Кратко се задржао у француском клубу Лил током 2017. године.
Дана 15. јуна 2018. постао је главни тренер Лидс јунајтеда. На утакмици 45. кола у Чемпионшипу 28. априла 2019. године против Астон Виле (1:1), играч екипе из Бирмингема се повредио и остао да лежи на травњаку, након чега су његови саиграчи очекивали од играча Лидса да избаце лопту у аут. Али уместо тога играчи Лидса су постигли гол, после чега је на терену избила свађа. Бијелса је потом наредио својим играчима да пусте ривала да постигне гол, те су фудбалери Лидса само стајали и Астон Вила је изједначила резултат. За тај потез Марсело Бијелса и Лидс јунајтед су добили Фифину награду за фер-плеј гест 2019. године. Бијелса је после 16 година увео Лидс у Премијер лигу, освојивши прво место на табели Чемпионшипа за сезону 2019/20. Познат је по надимку Лудак (шп. El Loco).

## Успеси

### Тренер
Аргентина
- Летње олимпијске игре златна медаља: 2004.[3]
- КОНМЕБОЛ квалификације за олимпијски турнир: 2004.
- Копа Америка финалиста: 2004.[19]

Њуелс олд бојс
- Прва лига Аргентине: 1991. Апертура, 1992. Клаусура[20]
- Копа либертадорес финалиста: 1992.[20]

Велес Сарсфилд
- Прва лига Аргентине: 1998. Клаусура[21]

Атлетик Билбао
- Лига Европе финалиста: 2011/12.[22]
- Куп Краља финалиста: 2011/12.[23]

Лидс јунајтед
- Чемпионшип: 2019/20.[24]

Индивидуалне награде
- ИФФХС најбољи светски тренер: 2001.[25]
- Најбољи јужноамерички тренер: 2009.[26]
- Тренер месеца у Чемпионшипу: Август 2018,[27] Новембар 2019.
- ФИФА награда за фер плеј: 2019.[28]